# Łagiewniki (województwo mazowieckie)
Łagiewniki – wieś w Polsce położona w województwie mazowieckim, w powiecie płockim, w gminie Bodzanów.
W skład sołectwa Borowice i Łagiewniki wchodzi także wieś Borowice.
Prywatna wieś szlachecka, położona była w drugiej połowie XVI wieku w powiecie płockim województwa płockiego. W latach 1975–1998 miejscowość administracyjnie należała do województwa płockiego.